# チェタ・エンバ
チェタ・エンバ（Cheta Emba、1993年7月16日 - ）は、アメリカ合衆国の女子ラグビー選手。

## プロフィール
- アメリカ・バージニア州リッチモンド出身[1]。
- ポジションはウィング(WTB)、センター(CTB)、フルバック(FB)。
- 身長 178cm、体重 79kg
- ワールドカップ2017の女子アメリカ合衆国代表に選ばれた[2]。

## 略歴
2021年、東京五輪の7人制女子アメリカ代表に選ばれた。